# Санапі (Нью-Гемпшир)
Санапі (англ. Sunapee) — місто (англ. town) в США, в окрузі Салліван штату Нью-Гемпшир. Населення — 3342 особи (2020).

## Демографія
Згідно з переписом 2010 року, у місті мешкало 3365 осіб у 1443 домогосподарствах у складі 973 родин. Було 2431 помешкання
Расовий склад населення:
| - 97,6 % — білих - 0,6 % — азіатів - 0,3 % — корінних американців - 0,2 % — чорних або афроамериканців |

До двох чи більше рас належало 1,0 %. Частка іспаномовних становила 0,8 % від усіх жителів.
За віковим діапазоном населення розподілялося таким чином: 19,6 % — особи молодші 18 років, 61,3 % — особи у віці 18—64 років, 19,1 % — особи у віці 65 років та старші. Медіана віку мешканця становила 46,2 року. На 100 осіб жіночої статі у місті припадало 98,1 чоловіків;  на 100 жінок у віці від 18 років та старших — 96,9 чоловіків також старших 18 років.
Середній дохід на одне домашнє господарство  становив 73 565 доларів США (медіана — 63 750), а середній дохід на одну сім'ю — 94 303 долари (медіана — 90 809). Медіана доходів становила 40 625 доларів для чоловіків та 39 972 долари для жінок. За межею бідності перебувало 5,6 % осіб, у тому числі 3,6 % дітей у віці до 18 років та 0,9 % осіб у віці 65 років та старших.
Цивільне працевлаштоване населення становило 1947 осіб. Основні галузі зайнятості: освіта, охорона здоров'я та соціальна допомога — 34,6 %, мистецтво, розваги та відпочинок — 10,7 %, фінанси, страхування та нерухомість — 9,3 %, виробництво — 8,8 %.